# العلاقات النيجرية الزيمبابوية
العلاقات النيجرية الزيمبابوية هي العلاقات الثنائية التي تجمع بين النيجر وزيمبابوي.

## مقارنة بين البلدين
هذه مقارنة عامة ومرجعية للدولتين:
| وجه المقارنة                                              | النيجر          | زيمبابوي |
| --------------------------------------------------------- | --------------- | --- |
| المساحة (كم2)                                             | 1.27 مليون      | 390.76 ألف |
| عدد السكان (نسمة)                                         | 21.48 مليون     | 16.53 مليون |
| الكثافة السكانية (ن./كم²)                                 | 16.91           | 42.3 |
| العاصمة                                                   | نيامي           | هراري |
| اللغة الرسمية                                             | لغة فرنسية      | لغة إنجليزية، اللغة الشونا، النديبيلية الشمالية ‏، لغة الشيشيوا، Barwe ‏، Kalanga language ‏، Tshwa language ‏، النداو ‏، اللغة التسونجا، لغة الإشارة الزيمبابوية ‏، اللغة السوتية، تونغا ‏، اللغة التسوانية، اللغة الفيندية، اللغة الكوسية |
| العملة                                                    | فرنك غرب أفريقي | دولار أمريكي |
| الناتج المحلي الإجمالي (بليون دولار)                      | 8.12 مليار      | 17.85 مليار |
| الناتج المحلي الإجمالي (تعادل القوة الشرائية) بليون دولار | 19.01 مليار     | 27.88 مليار |
| الناتج المحلي الإجمالي الاسمي للفرد دولار أمريكي          | 358             | 924 |
| الناتج المحلي الإجمالي للفرد دولار أمريكي                 | 938             | 1.79 ألف |
| مؤشر التنمية البشرية                                      | 0.348           | 0.509 |
| رمز المكالمات الدولي                                      | +227            | +263 |
| رمز الإنترنت                                              | .ne             | .zw |
| المنطقة الزمنية                                           | ت ع م+01:00     | ت ع م+02:00 |

## منظمات دولية مشتركة
يشترك البلدان في عضوية مجموعة من المنظمات الدولية، منها:
| علم المنظمة | اسم المنظمة                                 | تاريخ انضمام النيجر | تاريخ انضمام زيمبابوي |
| ----------- | ------------------------------------------- | ------------------- | --------------------- |
|             | مؤسسة التنمية الدولية                       | 24 أبريل 1963       | 29 سبتمبر 1980        |
|             | الأمم المتحدة                               | 20 سبتمبر 1960      | 25 أغسطس 1980         |
|             | منظمة التجارة العالمية                      | ?                   | ?                     |
|             | البنك الإفريقي للتنمية                      | ?                   | ?                     |
|             | وكالة ضمان الاستثمار متعدد الأطراف          | 10 مايو 2012        | 10 أبريل 1992         |
|             | مجموعة دول أفريقيا والكاريبي والمحيط الهادئ | ?                   | ?                     |
|             | الاتحاد الأفريقي                            | ?                   | ?                     |
|             | منظمة الشرطة الجنائية الدولية               | ?                   | ?                     |
|             | المركز الدولي لتسوية المنازعات الاستشارية   | 14 ديسمبر 1966      | 19 يونيو 1994         |
|             | الاتحاد الدولي للاتصالات                    | 14 نوفمبر 1960      | 10 فبراير 1981        |
|             | الفريق المعني برصد الأرض                    | ?                   | ?                     |
|             | البنك الدولي للإنشاء والتعمير               | 24 أبريل 1963       | 29 سبتمبر 1980        |
|             | الاتحاد البريدي العالمي                     | ?                   | ?                     |
|             | منظمة حظر الأسلحة الكيميائية                | ?                   | ?                     |
|             | مؤسسة التمويل الدولية                       | 7 يناير 1980        | 29 سبتمبر 1980        |
|             | يونسكو                                      | 10 نوفمبر 1960      | 22 سبتمبر 1980        |

## وصلات خارجية
- موقع وزارة الخارجية الزيمبابوية